# Buôn Đôn, Đắk Lắk
Buôn Đôn là một xã thuộc tỉnh Đắk Lắk, Việt Nam.

## Địa lý
Xã Krông Na nằm ở phía tây huyện Buôn Đôn, cách thành phố Buôn Ma Thuột 50 km, có vị trí địa lý:
- Phía đông giáp huyện Cư M'gar và các xã Ea Huar, Ea Wer
- Phía tây giáp Campuchia
- Phía nam giáp tỉnh Đắk Nông và thành phố Buôn Ma Thuột
- Phía bắc giáp huyện Ea Súp.

Xã Krông Na có diện tích 1.113,79 km², dân số năm 2008 là 5.100 người, mật độ dân số đạt 5 người/km².
Xã Krông Na có diện tích lớn nhất tỉnh Đắk Lắk là 1.113,79 km² (gấp 3 lần thành phố Buôn Ma Thuột) và đồng thời là xã có diện tích lớn nhất cả nước (lớn hơn tỉnh Bắc Ninh, Hưng Yên, Hà Nam hoặc 70 quốc gia và vùng lãnh thổ trên thế giới) gồm 14 dân tộc, trong đó đồng bào dân tộc thiểu số tại chỗ chiếm 76%.
Quốc lộ 14C chạy qua địa bàn xã Krông Na.

## Hành chính
Xã Krông Na được chia thành 7 buôn: Đôn, Đrang Phốk, Ea Mar, Ea Rông, Ea Rông B, Jang Lành, Trí và thôn Thống Nhất.

## Lịch sử
Ngày 30 tháng 8 năm 1977, Hội đồng Chính phủ ban hành Quyết định số 230-CP về việc chuyển xã Krông Na thuộc Krông Buk về huyện Ea Sup mới thành lập quản lý.
Năm 1993, Chính phủ ban hành Nghị định số 73-CP về việc thành lập xã Ea Wer và xã Ea Huar trên cơ sở một phần diện tích và dân số của xã Krông Na.
Ngày 7 tháng 10 năm 1995, Chính phủ ban hành Nghị định số 61-CP về việc chuyển xã Krông Na thuộc huyện Ea Súp về huyện Buôn Đôn mới thành lập quản lý.
Ngày 13 tháng 8 năm 2021, HĐND tỉnh Đắk Lắk ban hành Nghị quyết số 35/NQ-HĐND về việc sáp nhập buôn Trí A và buôn Trí B thành buôn Trí.

## Du lịch
- Khu du lịch Yok Đôn nằm trong Vườn quốc gia Yok Đôn
- Cầu treo Sàn Si.